# Кейлі Ріс
Кейлі Ріс (англ. Kali Reis; нар. 24 серпня 1986 , Провіденс ) — американська професійна боксерка й акторка. Колишня чемпіонка світу у двох вагових категоріях, володіла титулом WBC у середній вазі серед жінок у 2016 році та титулами WBA, WBO та IBO серед жінок у напівсередній вазі між 2020 та 2022 роками.

## Особисте життя
Ріс ідентифікує себе як дводушну людину та мала стосунки як з жінками, так і з чоловіками.
Вона активно підтримує рух «Зниклі та вбиті жінки корінного населення» (MMIWG).